# Farmacoidiosincrasia
Con il termine farmacoidiosincrasia, si intende descrivere quel fenomeno mediante il quale un soggetto manifesta una particolare reazione avversa a farmaci; è una reattività dell'organismo a determinate sostanze che in soggetti normali risultano innocue.
In farmacologia rappresentano le forme più classiche di iperreattività congenita, che possono manifestarsi per motivi genetici in risposta alla somministrazione di vari farmaci.
Nella maggior parte dei casi tali reazioni sono dovute ad alterazioni genetiche, responsabili della sintesi di enzimi alterati (ridotta o assente attività enzimatica) con comparsa di effetti tossici o imprevedibili (reazioni idiosincrasiche caratterizzate da effetti tossici) o possono anche essere caratterizzati dalla mancata comparsa di effetto farmacologico atteso (reazioni idiosincrasiche caratterizzate dalla mancata comparsa di un effetto farmacologico atteso). Le alterazioni genetiche che possono produrre effetti tossici, sono rappresentate da reazioni con ridotta sintesi di enzimi, da alterata sintesi di enzimi e più raramente, da proteine trasportatrici alterate.

## Epidemiologia
Nelle reazioni idiosincrasiche con comparsa di effetti tossici, causate da una ridotta sintesi di enzimi, il più comune è il deficit dell’enzima glucosio-6-fosfato deidrogenasi eritrocitario. Pur essendo questa reazione tipicamente negativa, non è da confondersi con un fenomeno allergico. La differenza sostanziale tra le due manifestazioni è che mentre l'allergia è una reazione del sistema immunitario a una sostanza che in certi soggetti è riconosciuto come estranea e perciò viene attaccata, l'idiosincrasia invece non è imputabile al sistema immunitario.

## Cause
La causa è un'ipersensibilità al principio attivo, non riscontrabile necessariamente alla prima somministrazione.
Essa può derivare da problemi genetici o da alterazioni proprie del paziente, come ad esempio una modifica dell'equilibrio farmacocinetico e farmacodinamico; può dipendere da vari fattori, quali per esempio una mancanza/presenza nell'organismo di particolari enzimi (che ostacolano l'assimilazione del farmaco o reagiscono al contatto con esso, anche in funzione del dosaggio), oppure una eccessiva sensibilità alla sostanza.

## Terapia
La terapia più utilizzata circa questa reazione patologica si basa sulla somministrazione di farmaci antagonisti specifici.